# Francis Field
Francis Field es un estadio multipropósito de la Universidad Washington. Está localizado en la ciudad de San Luis, en Misuri (Estados Unidos), específicamente en la parte este de la Universidad, en el Danforth Campus. Fue construido para la Feria Mundial de 1904 y fue usado como estadio principal en los Juegos Olímpicos de San Luis 1904. Actualmente es utilizado por la universidad y sus equipos de atletismo/campo a través, fútbol americano y fútbol. Hasta 1984 el estadio tenía una capacidad de 19 000 personas, pero luego de unas remodelaciones en el estadio se redujo su capacidad a 4 000 personas.

## Descripción
En los Juegos Olímpicos de 1904 el estadio fue nombrado así en honor a David Rowland Francis, exgobernador de Misuri y principal promotor de la Feria Mundial de 1904. Construido en 1902, el Francis Field permanece como uno de los primeros estadios en usar la tecnología del hormigón armado.
Después de los Juegos Olímpicos de 1904, el Francis Field pasó a ser el estadio de los Bears, quienes fueron conocidos anteriormente los Pikers. Desde 1920 hasta 1950, los Bears jugaban hasta con una multitud de 19 000 personas, llegando a competir con universidades como la Universidad de Notre Dame, la Universidad de Nebraska y el Boston College, época en la que la mitad de los espectadores tenían que sentarse en gradas de madera temporales. Los Bears ahora juegan en la División III de la NCAA.
En julio de 1994, Francis Field sirvió como centro del Festival Olímpico de los Estados Unidos para 3 000 atletas fueron alojados en el campus.
En el verano de 2004 se sustituyó el pasto natural del Francis Field por pasto artificial.
| Predecesor: Velódromo de Vincennes París 1900 | Estadio Olímpico San Luis 1904 | Sucesor: White City Londres 1908 |